# إس كيو إل:1999
إس كيو إل:1999(وتسمى أيضًا إس كيو إل ٣) هي المراجعة الرابعة للغة استعلام قاعدة بيانات إس كيو إل . قدمت العديد من الميزات الجديدة، والتي تطلب العديد منها توضيحات تمت في إس كيو إل:2000. في غضون ذلك ، تم إهمال إس كيو إل:1999.

## ميزات جديدة
إس كيو إل:1999 قدمت الكلمة المفتاحية UNNEST.